# Urs Widmer (Schriftsteller)

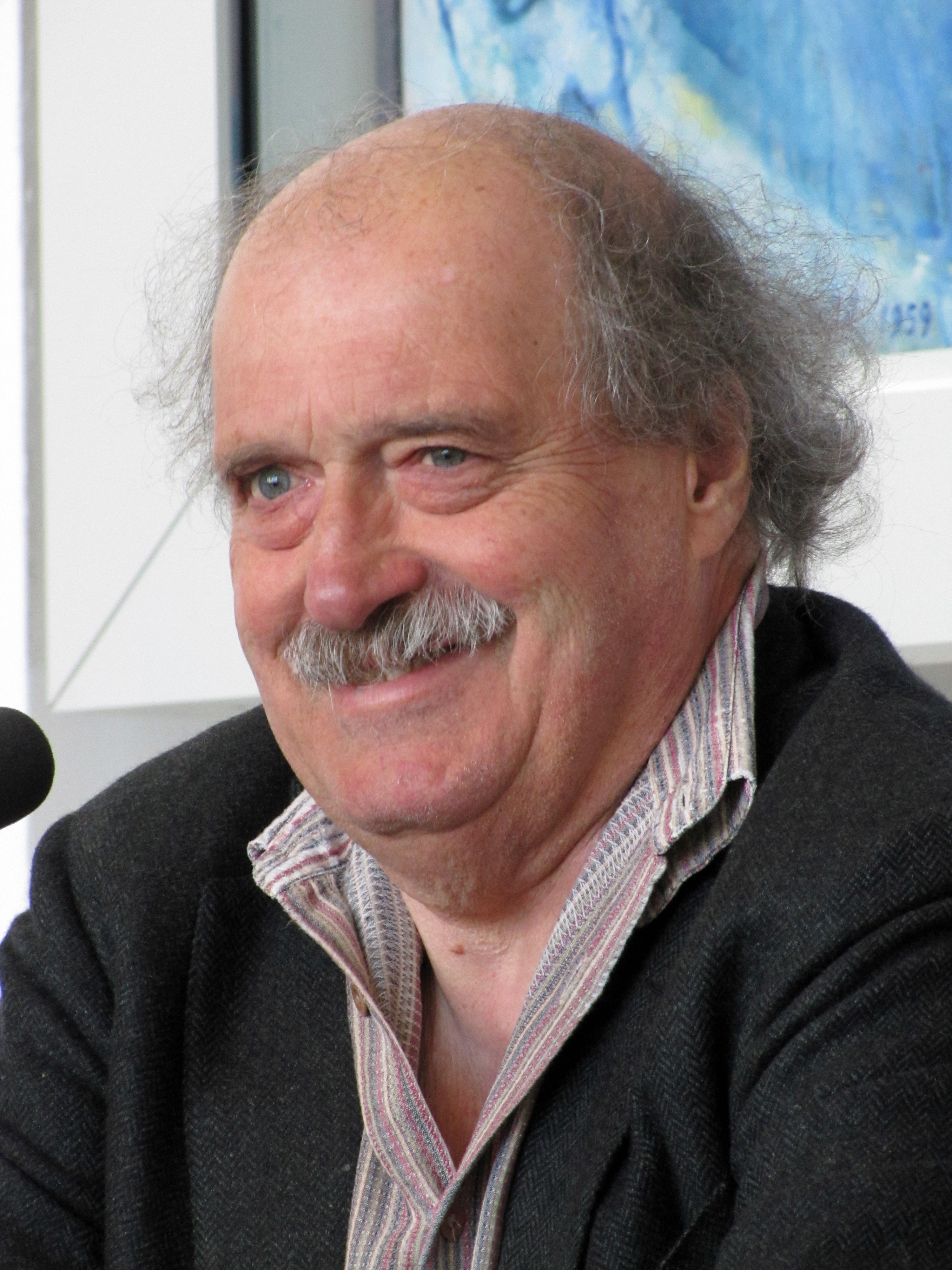
Urs Widmer (2012)

Urs Widmer (* 21. Mai 1938 in Basel; † 2. April 2014 in Zürich) war ein Schweizer Schriftsteller, Lektor und Übersetzer.

## Leben
Urs Widmer wurde als Sohn des Übersetzers, Literaturkritikers und Gymnasiallehrers Walter Widmer in Basel geboren. Aufgrund der Tätigkeit seines Vaters kam Widmer schon als Kind in Kontakt mit der Literatur und dem Literaturbetrieb. So war der deutsche Autor und Nobelpreisträger Heinrich Böll häufiger Gast im Hause Widmer. Widmers Deutschlehrer am Realgymnasium Basel war der Autor Rudolf Graber. Sein Vater starb jedoch schon 1965. Widmer studierte Germanistik, Romanistik und Geschichte an den Universitäten von Basel, Montpellier und Paris. 1966 wurde er in Basel bei Heinz Rupp mit der Arbeit 1945 oder Die «neue Sprache». Studien zur Prosa der «jungen Generation» promoviert.

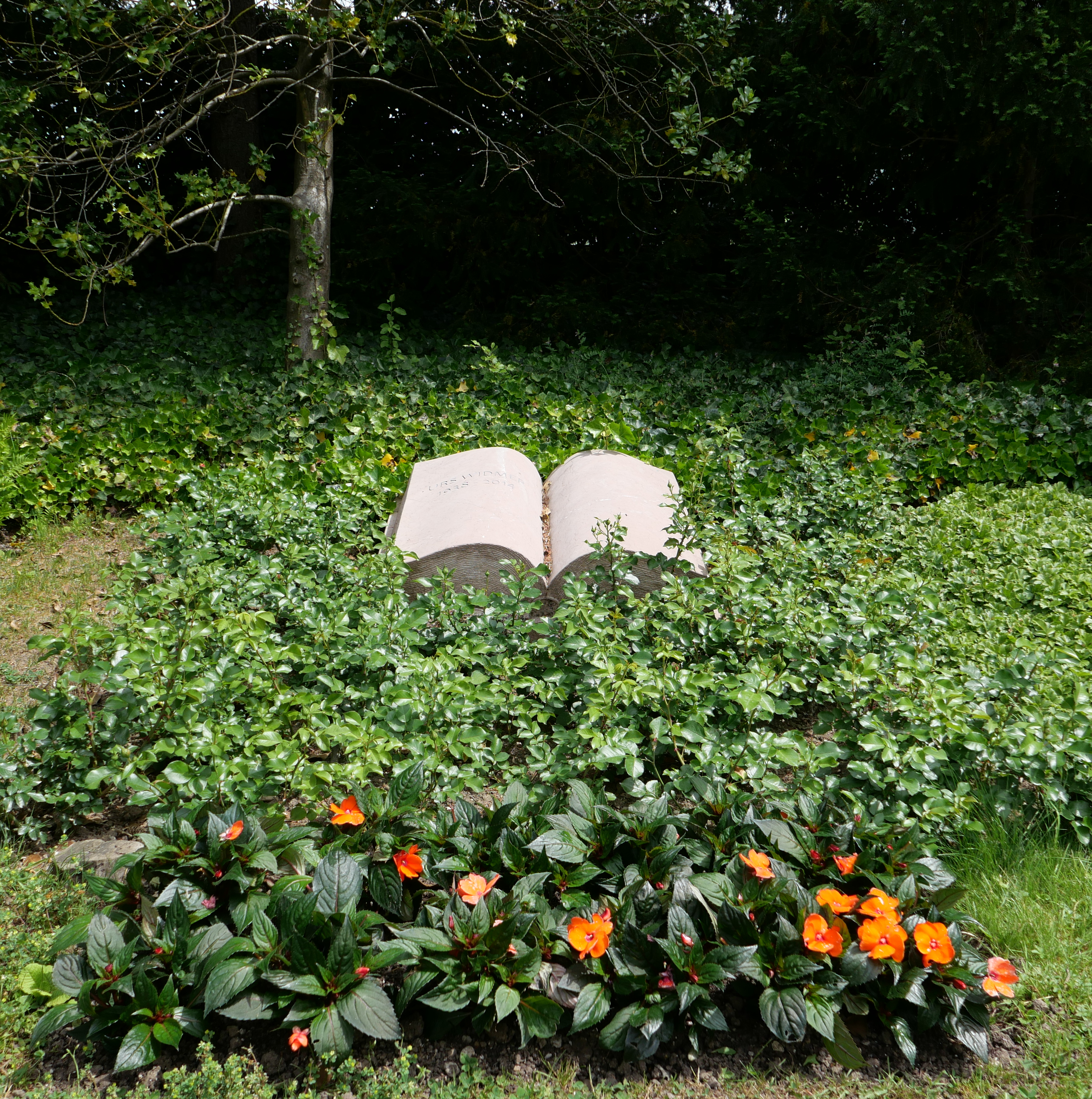
Widmers Grab mit dem Grabstein in der Form eines offenen Buches

Anschliessend begann Widmer als Verlagslektor zunächst beim Walter Verlag in Olten, wechselte dann nach Deutschland zum Suhrkamp Verlag, wo er u. a. Peter Handke lektorierte. Den Verlag verliess er bald wieder, nicht aber die Stadt Frankfurt am Main, wo er von 1967 bis 1984 als freier Schriftsteller lebte, ehe er wieder in die Schweiz zurückkehrte. Während seiner Zeit in Frankfurt schrieb er Kritiken für die Frankfurter Allgemeine Zeitung und lehrte als Dozent für neuere deutsche Literatur an der Universität Frankfurt. 1968 debütierte Widmer als Schriftsteller mit der Erzählung Alois. 1969 gehörte er zu den Mitbegründern des Verlags der Autoren, durch den seine Theaterstücke noch heute publiziert werden.
Widmer war Mitglied der Deutschen Akademie für Sprache und Dichtung in Darmstadt, der Deutschen Akademie der Darstellenden Künste in Bensheim, der Akademie der Künste Berlin-Brandenburg und Mitglied im Grazer Forum Stadtpark.
Urs Widmer verstarb am 2. April 2014 nach schwerer Krankheit und wurde auf dem Friedhof Enzenbühl in Zürich begraben. Bis zu seinem Tod lebte er überwiegend in Zürich. Er war mit der Psychoanalytikerin May Perrenoud verheiratet und Vater einer Tochter.
Sein Archiv befindet sich im Schweizerischen Literaturarchiv in Bern.

## Werk
Urs Widmers umfangreiches Werk umfasst Romane, Erzählungen, Essays, Theaterstücke und Hörspiele. Er galt als einer der vielseitigsten Schweizer Autoren der Gegenwart. Die Stärke seiner Werke liegt im fantasievollen, ironischen Ausspinnen trivialer Handlungsschemata der klassischen Abenteuer- und Reisegeschichte bis hin zur Parodie und zum Surrealen. Widmer wollte «Fiktion» schreiben, dabei aber auch «möglichst viel gesellschaftliche Wirklichkeit spürbar werden lassen». Mit seinem Werk gelang ihm nicht selten ein Brückenschlag zwischen U und E, zwischen avantgardistischem Gestus und Büchern mit Bestsellerpotenzial. Die Jury des Friedrich-Hölderlin-Preises 2007 bemerkte, eine Stärke von Widmers Texten sei «der Wechsel der Töne […]: Ironie und Satire stehen neben surrealer und realistischer Präzision».
Ab 2000 wiesen viele von Widmers Werken autobiografische Bezüge auf. Zu seinen grössten Publikumserfolgen zählt seine (pseudo-)autobiografische Trilogie über seine Mutter (Der Geliebte der Mutter, 2000), seinen Vater (Das Buch des Vaters, 2004) und sich selbst (Ein Leben als Zwerg, 2006). Darin werde deutlich, wie das doppelbödige Spiel seiner Eltern – eine burleske Fassade vor einem ernsten Hintergrund – auch seinen späteren Schreibstil beeinflusst habe. Läse man den Roman Der Geliebte der Mutter als autobiografischen Text, so würde der Autor darin damit kokettieren, der Sohn des einflussreichen Schweizer Unternehmers und Dirigenten Paul Sacher zu sein. Die Ambiguität des Textes zwingt nicht zu einer solchen Lesart, hält sie aber offen.
Sein erfolgreichstes Theaterstück Top Dogs, eine Sozialsatire, präsentierte Widmer mit dem Regisseur Volker Hesse beim Berliner Theatertreffen 1997. Aus entlassenen Führungskräften, den sogenannten «Top Dogs», werden dort «Underdogs». In einem Outplacement-Center erleben sie das Grauen und das Groteske, das sie anderen durch ihre Entlassung zugefügt haben, an sich selbst.
Ausserdem war Widmer wie schon sein Vater als Übersetzer tätig. So übersetzte er eine Vielzahl an Werken französischer und englischsprachiger Autoren.

## Auszeichnungen und Ehrungen
- 1974: Karl-Sczuka-Preis
- 1976: Hörspielpreis der Kriegsblinden
- 1983: Manuskripte-Preis
- 1985: Preis der Schweizerischen Schillerstiftung
- 1989: Literaturpreis der Stadt Basel
- 1992: Literaturpreis der SWF-Bestenliste
- 1996: Literaturpreis der Stadt Zürich
- 1997: Kunstpreis der Gemeinde Zollikon
- 1997: 3sat-Preis beim Berliner Theatertreffen
- 1997: Mülheimer Dramatikerpreis
- 1998: Heimito von Doderer-Literaturpreis
- 2000: Bertolt-Brecht-Literaturpreis der Stadt Augsburg
- 2001: Franz-Nabl-Preis
- 2002: Grosser Literaturpreis der Bayerischen Akademie der Schönen Künste
- 2003: Mainzer Stadtschreiber
- 2007: Stiftungsgastdozentur Poetik an der Universität Frankfurt am Main[6]
- 2007: Friedrich-Hölderlin-Preis der Stadt Bad Homburg
- 2007: Prix littéraire Lipp (Genf)
- 2014: Jakob-Wassermann-Literaturpreis der Stadt Fürth[7]
- 2014: Schweizer Literaturpreis[8] für Reise an den Rand des Universums

## Werke

### Prosawerke
- Alois. Erzählung. Diogenes, Zürich 1968.
- Die Amsel im Regen im Garten. Erzählung. Diogenes, Zürich 1971.
- Die Abenteuer Jim Strongs in Arizona. Erzählung. In: H. C. Artmann (Hrsg.): Detective Magazine der 13. Residenz, Salzburg 1971, ISBN 978-3-7017-0002-8.
- Die Forschungsreise. Abenteuerroman. Diogenes, Zürich 1974.
- Schweizer Geschichten. Hallwag, Bern 1975.
- Die gelben Männer. Roman. Diogenes, Zürich 1976.
- Vom Fenster meines Hauses aus. Prosa. Diogenes, Zürich 1977.
- Hand und Fuss. Ein Buch. Moon Press, Den Haag 1978 (Miniaturbuch).
- Shakespeares Geschichten. Band 2. Stücke von Shakespeare nacherzählt. Diogenes, Zürich 1978.
- Fotos (= Pa-ra-bü. Band 25). Patio Frankfurt am Main 1980.
- Das Urs-Widmer-Lesebuch. Diogenes, Zürich 1980.
- Das enge Land. Roman. Diogenes, Zürich 1981.
- Liebesnacht. Erzählung. Diogenes, Zürich 1982.
- Die gestohlene Schöpfung. Ein Märchen. Diogenes, Zürich 1984.
- Indianersommer. Erzählung. Diogenes, Zürich 1985.
- Das Verschwinden der Chinesen im neuen Jahr. Diogenes, Zürich 1987.
- Auf, auf, ihr Hirten! Die Kuh haut ab! Kolumnen. Diogenes, Zürich 1988.
- Der Kongreß der Paläolepidopterologen. Roman. Diogenes, Zürich 1989.
- Das Paradies des Vergessens. Erzählung. Diogenes, Zürich 1990.
- Der blaue Siphon. Erzählung. Diogenes, Zürich 1992.
- Liebesbrief für Mary. Erzählung. Diogenes, Zürich 1993.
- Im Kongo. Roman. Diogenes, Zürich 1996.
- Vor uns die Sintflut. Geschichten. Diogenes, Zürich 1998.
- Das Buch der Albträume. Mit Zeichnungen von Hannes Binder. Sanssouci bei Nagel & Kimche, Zürich 2000.
- Der Geliebte der Mutter. Roman. Diogenes, Zürich 2000.
- Das Buch des Vaters. Roman. Diogenes, Zürich 2004.
- Ein Leben als Zwerg. Diogenes, Zürich 2006.
- Valentin Lustigs Pilgerreise. Bericht eines Spaziergangs durch 33 seiner Gemälde. Diogenes, Zürich 2008.
- Herr Adamson. Roman. Diogenes, Zürich 2009.
- Stille Post. Kleine Prosa. Diogenes, Zürich 2011.
- Reise an den Rand des Universums. Autobiografie. Diogenes, Zürich 2013, ISBN 978-3-257-06868-9.

### Essays, Vorlesungen und Sachbücher
- 1945 oder die «Neue Sprache». Studien zur Prosa der «Jungen Generation». Pädagogischer Verlag Schwann, Düsseldorf 1966 (= Dissertation, Basel 1965)
- In uns und um uns und um uns herum. In: Renate Matthaei (Hrsg.): Trivialmythen. März, Frankfurt 1970, S. 11–19 (Wiederauflagen, z. B. Area-Verlag, Erftstadt 2004, ISBN 3-89996-029-7, S. 31–39).
- Das Normale und die Sehnsucht. Essays und Geschichten. Diogenes, Zürich 1972.
- Die sechste Puppe im Bauch der fünften Puppe im Bauch der vierten und andere Überlegungen zur Literatur (= Grazer Poetikvorlesungen). Droschl, Graz 1991.
- Das Geld, die Arbeit, die Angst, das Glück. Diogenes, Zürich 2002.
- Vom Leben, vom Tod und vom Übrigen auch dies und das. Frankfurter Poetikvorlesungen. Diogenes, Zürich 2007.
- Beim Wiederlesen von «Alois». In: Renatus Deckert (Hrsg.): Das erste Buch. Schriftsteller über ihr literarisches Debüt. Suhrkamp, Frankfurt 2007, ISBN 978-3-518-45864-8, S. 125–128.
- Der Traum vom herrschaftsfreien Arbeiten. 1968 – vom Suhrkamp Verlag zum Verlag der Autoren. In: Neue Zürcher Zeitung. 11./12. Juni 2011, Nr. 135, S. 21 f.

### Theaterstücke
- Die lange Nacht der Detektive. Kriminalstück in drei Akten. Mit einem Vorwort des Verfassers. Diogenes, Zürich 1973, ISBN 3-257-20117-6. Aufführungsrechte: Verlag der Autoren, Frankfurt am Main 1973. UA: Dezember 1973 Basel.
- Nepal. Stück in der Basler Umgangssprache. Frankfurt am Main 1976.
- Stan und Ollie in Deutschland. Frankfurt am Main 1979.
- Züst oder Die Aufschneider. Frankfurt am Main 1979.
- Dr neu Noah. Frankfurt am Main 1984.
- Alles klar. Stan und Ollie in Deutschland. Frankfurt am Main 1988.
- Jeanmaire. Ein Stück Schweiz. Frankfurt am Main 1992.
- Der Sprung in der Schüssel. Frölicher – ein Fest. Frankfurt am Main 1992.
- Sommernachtswut. Frankfurt am Main 1993.
- Top Dogs. Frankfurt am Main 1996.
- Die schwarze Spinne, nach der Novelle von Jeremias Gotthelf und Sommernachtswut, eine Paraphrase auf Shakespeares Sommernachtstraum. Beide erschienen in dem Textbuch: Die schwarze Spinne – Sommernachtswut: Zwei Stücke. Verlag der Autoren, Frankfurt am Main 1998, ISBN 978-3-88661-202-4.
- Münchhausens Enkel. Uraufführung, 2012, Zürich.[9][10]
- Das Ende vom Geld. Uraufführung, 24. März 2012, Staatstheater Darmstadt[11]

- König der Bücher. Komödie. Verlag der Autoren, Frankfurt am Main 2014. Uraufführung Theater Rigiblick, Zürich 2014

### Hörspiele/Radiosendungen
- Wer nicht sehen kann, muss hören. WDR 1969
- Henry Chicago. WDR 1970.
- Operette. WDR 1971.
- Aua 231. WDR 1971.
- Anna von hinten wie von vorne. WDR 1971.
- Tod und Sehnsucht. SFB 1972.
- Die Katze des Doktor Watson. WDR 1972.
- Das Überleben der unsterblichen Mimi. SWF 1973.
- Die schreckliche Verwirrung des Giuseppe Verdi. SWF 1974.
- Der Bergsteiger. BR 1974.
- Fernsehabend. SWF 1976.
- Die Ballade von den Hoffnungen der Väter. WDR 1976.
- Die Zwerge in der Stadt. SDR 1978.
- Das Blasquartett oder 80 Fragen nach dem Glück. SWF/hr/NDR/BR 1979
- Stan und Ollie in Deutschland. SWF, 1979.
- Die Zehen der Elfen. SDR, 1981.
- Dr neu Noah. DRS 1983.
- Indianersommer. SWF 1984.
- An die Freunde. SWF/hr 1986.
- Der Besucher aus Kassel. SWF/DRS 1986.
- Der tolle Tonmeister. SWF/WDR/NDR 1988.
- Der Gott und das Mädchen. SWF 1988.
- Der Afrikaforscher. SWF 1990.
- Bottoms Traum. SWF 1990.
- S Kind wo-n-i gsi bi. DRS 1991.
- Das gelöschte Band. 1992.
- Die Frauen des Sultans. 1993.
- Helmuts Brief. 1994.
- Das Machthorn. SWR 2005.
- Reise nach Istanbul. SRF, 2012.
- Das Ende vom Geld. HR 2012.
- Vom Fenster meines Hauses aus SRF 2013.

### Herausgaben
- Seán O’Casey: Eine Auswahl aus den Stücken, der Autobiografie und den Aufsätzen. Zürich 1970
- Gottfried Keller: Das Fähnlein der sieben Aufrechten. Berlin 1989

### Übersetzungen
- mit Peter Stein: Jean Cayrol: Muriel oder Die Zeit der Wiederkehr. Olten u. a. 1965.
- Raymond Chandler: Das hohe Fenster. Zürich 1975.
- Joseph Conrad: Herz der Finsternis. Mit dem Kongo-Tagebuch und dem Up-river Book sowie einem Nachwort im Anhang, neu übersetzt. Haffmans, Zürich 1992, ISBN 3-251-20123-9.
- Alexandre Dumas: Die Rache der Marquise. Frankfurt am Main 1995.
- Edward Gorey: Das Vermächtnis der Miss D. Awdrey-Gore. Zürich 1974.
- Edward Gorey: Die weiche Speiche. Zürich 1978.
- Daniel Guérin: Die amerikanische Arbeiterbewegung 1867–1967. Frankfurt am Main 1970.
- Pierre Halet: Little boy. Frankfurt am Main 1970.
- Eugène Labiche: Das Glück zu dritt. Frankfurt am Main 1969.
- mit Hans Carl Artmann: Michael McClure: Der Bart. Frankfurt am Main 1971.
- Hyacinthe Phypps (Pseudonym von Edward Gorey): Das jüngst entjungferte Mädchen. Zürich 1975.